# Tatai Erzsébet
Tatai Erzsébet (Budapest, 1958. augusztus 9. –) Németh Lajos-díjas művészettörténész.

## Élete és munkássága
Apja Tatai Miklós, anyja Kozák Mária, testvére Tatai Mária építész, mozdulatművész.
1988-ban az ELTE Bölcsészettudományi Karán művészettörténész oklevelet szerzett, 2007-ben doktori fokozatot nyert. 1980-ban az „Építészeti Kultúra terjesztése” című tanulmánypályázaton első díjat nyert (Tatai Máriával). 2004-ben Pasteiner Gyula-érmet, 2005-ben Németh Lajos-díjat, 2019-ben Opus Mirabile-díjat kapott. 1993-ban az OTKA, 1997-ben a KOMA, 1999-ben a Soros Alapítvány ösztöndíjpályázatán nyert.
Szerkesztőként 1986 és 1988 között a Képzőművészeti Kiadóban dolgozott, 2000 és 2001 között az Enciklopédia Kiadó Kortárs Magyar Művészeti Lexikonja főszerkesztőjének munkatársa volt.
Kurátorként 1993 és 1998 között a XI. kerületi Bartók 32 Galériát, 2001 és 2002 között a Műcsarnok Kiállítási Osztályát vezette.
2000 és 2003 között a Műkritikusok Nemzetközi Szövetsége (AICA) Magyar Tagozatának elnöke. 2007 óta a Magyar Tudományos Akadémia Köztestületének, 2017 óta Művészettörténeti Bizottságának tagja.
2003 óta a Magyar Tudományos Akadémia Művészettörténeti Kutatóintézetének (és utódintézményeinek: MTA Bölcsészettudományi Kutatóközpont Művészettörténeti Intézet, 2019 őszétől az MTA-ról leválasztott intézmény) tudományos munkatársa, majd főmunkatársa.
Tanárként rövidebb megszakításokkal 1980 óta dolgozik. Tanított általános iskolákban, a GYIK Műhelyben, a Városmajori Gimnáziumban, a Casus Menedzserképző Főiskolán, 1988 és 1993 között a Magyar Iparművészeti Főiskola Tanárképző Intézetében, később a Magyar Iparművészeti Egyetemen, majd 2009-ig a Moholy-Nagy Művészeti Egyetemen. Óraadó volt a Magyar Képzőművészeti Egyetem Művészettörténet Tanszékén és az ELTE BTK Művészettörténeti Intézetében. 2010 óta a Budapesti Metropolitan Egyetem Művészet- és Designelméleti Intézetének docense.
Elméleti munkássága az építészeti és környezetkultúra oktatásától a középkori ördög-ikonográfián át a XX. századi és kortárs művészetig terjed, ez utóbbin belül a neokonceptuális, a feminista és a magyar művészetre koncentrál.

## Könyvei
- Környezetkultúra. Tanári kézikönyv. (Tatai Máriával) Budapest, Tölgyfa Kiadó, 1994
- Művészettörténeti ismeretek. Budapest, Enciklopédia Kiadó, 2002
- Neokonceptuális művészet Magyarországon a kilencvenes években. Budapest, Praesens Kiadó, 2005
- Tengeri csaták. A festői látásmód Veronese, Turner és Kandinszkij művészetében. / Sea Battles. The View of Painting in the Art of Veronese, Turner and Kandinsky. (katalógus) Budapest, Szépművészeti Múzeum, 2006
- „Mondd, hogy szeretsz...” Koronczi Endréről. (művészmonográfia) Budapest, Limanova Bt., 2013
- Marianne Csáky. (művészmonográfia) Budapest, Libratallér Bt., 2014
- A lehetetlen megkísértése. Alkotó nők – esszék, tanulmányok a kortárs magyar művészetről. Budapest, Új Művészet Alapítvány – Magyar Tudományos Akadémia Bölcsészettudományi Kutatóközpont, 2019

## Díjai
- Építészeti tanulmánypályázat I. díj (megosztott) – 1980
- Pasteiner Gyula emlékérem (a Magyar Régészeti és Művészettörténeti Társulat kitüntetése) – 2004
- Németh Lajos-díj – 2005
- Opus Mirabile (az MTA Művészettörténeti Bizottsága) – 2019
- Az év publikációja (Budapesti Metropolitan Egyetem) – 2019